# Dennis Robertson
Pour les articles homonymes, voir Robertson.
Sir Dennis Holme Robertson (23 mai 1890 – 21 avril 1963) est un économiste anglais qui a eu à la fois une carrière d'enseignant (université de Cambridge et Université de Londres) et de haut fonctionnaire du Trésor. 

## Biographie
Fils d'un pasteur anglican, Dennis Robertson a été formé à Eton, puis au Trinity College (Cambridge). Mobilisé durant la Première Guerre mondiale, la paix revenue, il enseigne à Cambridge puis durant la Seconde Guerre mondiale, il travaille au ministère des finances anglais.

## Travaux économiques
Il a introduit en 1915 la théorie du cycle des affaires dans sa version continentale à travers ses ouvrages A Study of Industrial Fluctuations(1915) et Banking Policy and the Price Level (1926). Il a également au niveau monétaire été influencé par Knut Wicksell et l'École de Stockholm, au niveau littéraire, il a été marqué par le livre Alice au pays des merveilles qu'il cite parfois.
Entre 1924 et 1933, il est engagé avec son ami John Maynard Keynes dans un débat sur la relation entre investissement  et épargne. Cette controverse principalement épistolaire et privée amènera Keynes à développer les idées qui seront présentes dans la Théorie générale de l'emploi, de l'intérêt et de la monnaie.
Il est l'inventeur du concept de trappe à liquidité.[réf. nécessaire]

## Œuvres majeures
- A Study of Industrial Fluctuations, 1915.
- "Economic Incentive", 1921, Economica.
- Money, 1922.
- The Control of Industry, 1923.
- "Those Empty Boxes", 1924, EJ.
- Banking Policy and the Price Level, 1926.
- "Increasing Returns and the Representative Firm", 1930, EJ.
- "Saving and Hoarding", 1933, EJ.
- "Some Notes on Mr Keynes's "General Theory of Employment"", 1936, QJE.
- "Alternative Theories of the Rate of Interest", 1937, EJ.
- "Mr Keynes and Finance: A note", 1938, EJ.
- "Mr. Keynes and the Rate of Interest", 1940, in Robertson, 1940, below.
- Essays in Monetary Theory, 1940.
- "Wage Grumbles", 1949 in Readings in the Theory of Income Distribution.
- Utility and All That, 1952.
- Britain in the World Economy, 1954.
- Economic Commentaries, 1956.
- Lectures on Economic Principles, 1957-9.
- Growth, Wages, Money, 1961.
- Essays in Money and Interest, 1966.